# Coelopoeta glutinosa
Coelopoeta glutinosa is een vlinder uit de familie Coelopoetidae. De wetenschappelijke naam van de soort is voor het eerst geldig gepubliceerd in 1907 door Thomas de Grey Walsingham.